# Colpospira decoramen
Colpospira decoramen là một loài ốc biển, là động vật thân mềm chân bụng sống ở biển thuộc họ Turritellidae.